# Жукова Світлана Олександрівна
Світла́на Олекса́ндрівна Жуќова (* 1996) — українська плавчиня, майстер спорту України міжнародного класу.

## Життєпис
Срібна призерка Чемпіонату Європи з підводного швидкісного плавання-2014.
На Чемпіонаті світу з підводного швидкісного плавання-2015 здобула срібну нагороду.
Бронзова призерка Чемпіонату світу з підводного швидкісного плавання-2016.
Тренується в київському клубі «Аквалідер», тренери — Шляховська А. А. й Семенченко Ю. В.
Володарка рекорду України в категорії В (дівчата до 17 років) з плавання в ластах на дистанції 800 метрів.
Віцечемпіонка світу в довгій естафеті.
На двох чемпіонатах Європи ставала призеркою в довгій естафеті та естафеті 4х200 метрів.